# Боровиков Олексій Юрійович
Олексій Юрійович Боровиков (рос. Алексей Юрьевич Боровиков; 25 вересня 1988, Звізда, РРФСР — 4 грудня 2022, Луганська область, Україна) — російський військовий льотчик, майор ПКС РФ. Герой Російської Федерації.

## Біографія
В 2011 році закінчив Челябінське вище військове авіаційне училище штурманів. Учасник інтервенції в Сирію і вторгнення в Україну, під час останнього — пілот вертольота Ка-52. 4 грудня 2022 року його вертоліт був збитий керованою зенітною ракетою і Боровиков загинув.

## Сім'я
Дружина — Наталія Боровикова. В пари народились двоє дітей — Владислав (13 жовтня 2014) і Мілана (1 березня 2019).

## Нагороди
- Медаль Нестерова
- Медаль «За бойові заслуги»
- Медаль «За відзнаку у військовій службі» 3-го і 2-го ступеня (15 років)
- Медаль «Учаснику військової операції в Сирії»
- Орден Мужності — нагороджений тричі.[5]
- Звання «Герой Російської Федерації» (16 березня 2023, посмертно) — 30 березня медаль «Золота зірка» була передана рідним Боровикова.[4]